# Idrissa Coulibaly
Idrissa Coulibaly (19 de dezembro de 1993) é um futebolista profissional malinês que atuava como defensor.

## Carreira
Idrissa Coulibaly representou o elenco da Seleção Malinesa de Futebol no Campeonato Africano das Nações de 2015.

## Títulos
Mali
- Campeonato Africano das Nações: 2013 - 2º Lugar